# هيلينه فونكه
هيلينه فونكه (بالألمانية: Helene Funke)‏ هي رسامة ألمانية، ولدت في 3 سبتمبر 1869 في كيمنتس في ألمانيا، وتوفيت في 31 يوليو 1957 في فيينا في النمسا.